# 14. Flieger-Division
Pour les articles homonymes, voir 14e division.
La 14. Flieger-Division (14e division aérienne) a été l'une des principales divisions de la Luftwaffe allemande durant la Seconde Guerre mondiale.

## Création et différentes dénominations
Cette division a été formée le 26 janvier 1945 à Bersenbrück, à partir d'éléments de la II. Jagdkorps. Son rôle est le support aérien de la Heeresgruppe H en Hollande.

## Commandement

Drapeau du commandant d'une division aérienne

| Début           | Fin        | Grade  | Nom                       |
| --------------- | ---------- | ------ | ------------------------- |
| 26 janvier 1945 | Avril 1945 | Oberst | Lothar von Heinemann (de) |

## Chef d'état-major
| Début | Fin | Grade | Nom |
| ----- | --- | ----- | --- |
| ?     | ?   | ?     | ?   |

## Quartier général
Le quartier général se déplace suivant l'avancement du front.
| Début           | Fin        | Ville       |
| --------------- | ---------- | ----------- |
| 26 janvier 1945 | Avril 1945 | Bersenbrück |

## Rattachement
| 26 janvier 1945 - 1er avril 1945 |  | Luftwaffenkommando West |
| 1er avril 1945 - Avril 1945      |  | Luftflotte Reich        |

## Unités subordonnées
- Flugbereitschaft/14. Flieger-Division : Janvier 1945 - Mai 1945
- Luftnachrichten-Abteilung 64
- Kampfgeschwader 51 à Mörfelden
- Kampfgeschwader 53 à Zwischenahn
- Lehrgeschwader 1 à Cloppenburg
- Nachtschlachtgruppe 20 à Twente
- Au 12 avril 1945 :
  - 2./Nachtschlachtgruppe 6
  - 1.(F)/Aufkl.Gr.33
  - 1.(F)/Aufkl.Gr.123
  - Stab, I., II. et IV./JG 26
  - Stab, 6. et III./KG 76
  - Nachtschlachtgruppe 20
  - III./KG 200